# Elecciones de Baden-Wurtemberg de 1976
Las elecciones estatales en Baden-Württemberg de 1976 se llevaron a cabo el 4 de abril. La CDU registró altas ganancias electorales, por segunda elección consecutiva, logrando mantener fuerte su mayoría absoluta. Los partidos de oposición sufrieron pérdidas; el SPD disminuyó en más de cuatro puntos porcentuales.
Los resultados fueron:
| Partido Político | Partido Político                            | Porcentaje | Escaños |
| ---------------- | ------------------------------------------- | ---------- | ------- |
|                  | Unión Cristianodemócrata de Alemania (CDU)  | 56.7       | 71      |
|                  | Partido Socialdemócrata de Alemania (SPD)   | 33.3       | 41      |
|                  | Partido Liberal de Alemania (FDP/DVP)       | 7.8        | 9       |
|                  | Partido Nacionaldemócrata de Alemania (NPD) | 0.9        | 0       |